# Christopher White (remero)
Christopher Sherratt White –conocido como Chris White– (Gisborne, 9 de septiembre de 1960) es un deportista neozelandés que compitió en remo.
Participó en cuatro Juegos Olímpicos de Verano, entre los años 1984 y 1996, obteniendo una medalla de bronce en Seúl 1988, en la prueba de cuatro con timonel.
Ganó cuatro medallas en el Campeonato Mundial de Remo entre los años 1982 y 1995.

## Palmarés internacional
| Juegos Olímpicos   | Juegos Olímpicos         | Juegos Olímpicos  | Juegos Olímpicos   |
| Año                | Lugar                    | Medalla           | Prueba             |
| ------------------ | ------------------------ | ----------------- | ------------------ |
| 1988               | Seúl (Corea del Sur)     | Medalla de bronce | Cuatro con timonel |
| Campeonato Mundial |                          |                   |                    |
| Año                | Lugar                    | Medalla           | Prueba             |
| 1982               | Lucerna (Suiza)          | Medalla de oro    | Ocho con timonel   |
| 1983               | Duisburgo (RFA)          | Medalla de oro    | Ocho con timonel   |
| 1986               | Nottingham (Reino Unido) | Medalla de plata  | Cuatro con timonel |
| 1995               | Tampere (Finlandia)      | Medalla de plata  | Cuatro con timonel |